# Фертед
Фертед (мађ. Fertőd) је град у северној Мађарској, у жупанији Ђер-Мошон-Шопрон (Győr-Moson-Sopron megye), недалеко од Аустрије. Фертод је формиран када су насеља Естерхаза (Eszterháza) и Шитер (Süttör) уједињени 1950. године.

## Порекло имена
Данашњи назив добио је током реорганизације мађарске јавне управе, по вили Фертеуд (1234) и Вили Фертеу (1265) које су још постојале у ери Арпада, насељу које се налази између насеља Иван, Шајтошкала и Немешладони.
Естерхаза је 16. маја 1950. године добила име Фертод, а затим се 7. септембра некадашња Естерхаза, сада Фертод, спојила са местом Сутор. Сутор је било најстарије насеље, а сертификати чувају варијанте имена Сутор. Име Естерхаза се први пут налази у писму кнеза Миклоша Естерхазија (1766): Schloss Eszterháza, односно „Дворац Естерхаза“.

## Историја
Сутор је био старији део насеља. У писаним изворима се први пут јавља 1313. године под именом Сехтер. На основу археолошких налаза знамо да је била насељена већ у каменом добу. Пронађена је и ушна шоља из бронзаног доба. Франачке секире су пронађене још од времена сеобе.
Сутор је био средњовековно кметско село. Његови власници су се често мењали. У 14. и 15. веку, Канижајеви су били вланици земљишта, а потом је Тамаш Надашди постао власник дела Сутора паладинским браком. Други део територије припадала је Надашдијаку, касније њиховом дворском господару. Имре Међери из округа Шопрон, такође је био власник земљишта. Ференц Надашди је ујединио два имања у вези са тужбом за неверство. После тужбе, имање је поново променило власника. Касније га је Антал Естерхази преузео на своју бригу и остао је у породици у наредним вековима. Географски речник Елека Фењеша из 1851. године наводи: „Сутор је мађарско село у близини Естерхазе са 724 католичка становника.” Данас се у Етнографском музеју на отвореном у Сентандреји налази порта Сутор, у народу позната као Сентендре Сканзен, као етнографски представник подручја језера Ферто.
Историја Естерхазе почиње у другој половини 18. века. Место је основао је Гроф Миклош Естерхази на обалама језера Ферте у близини Сутора. На основу његових идеја и планова, 1762. године почела је реконструкција ловачког замка, подигнутог деценијама раније. У време када је замак био завршен 1766. године, поред њега је настало село, чије име потиче од породице Естерхази. Једноулично село урбаног распореда, поред њега је оригинална енглеска ергела и фабрика за прераду шећерне репе.
Заменик градоначелника округа Шопрон прогласио је, 1906. године, Естерхаз селом.

## Становништво
Становништво на садашњем административном подручју континуирано се повећавало све до тридесетих година прошлог века, а затим опадало до краја Другог светског рата. После тога је некада долазило до успона, некад опадања. На првом званичном попису 1870. године пописано је 1.477 грађана. Године 1960. у селу је живело 3.021 становника, тада је обухватало мању територију. Ово смањивање броја становника трајао је до 1990. године.
Током пописа 2011. године, 88,7% становника изјаснило се као Мађари, 0,2% Бугари, 0,3% Роми, 0,2% Хрвати и 8,2% Немци (10,6% се није изјаснило, због двоструког држављанства укупан број може бити већи од 100 %). 
Верска дистрибуција је била следећа: римокатолици 71,9, реформатори 2%, лутерани 1%, гркокатолици 0,2%, неденоминациони 5,4% (18,7% се није изјаснило).